# Grand Prix Abu Zabi 2013

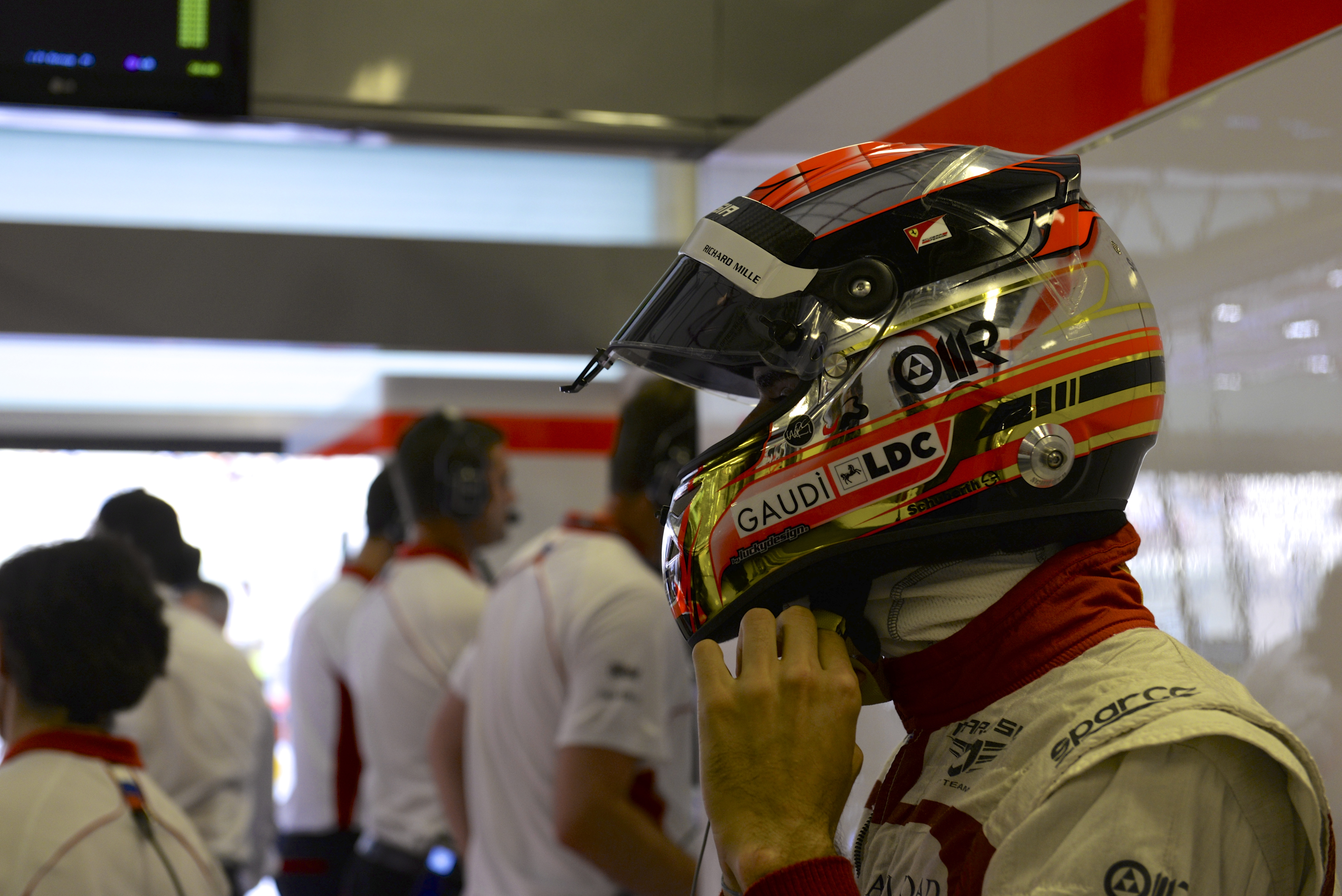
Jules Bianchi podczas Grand Prix Abu Zabi 2013

Grand Prix Abu Zabi 2013 (oficjalnie 2013 Formula 1 Etihad Airways Abu Dhabi Grand Prix) – siedemnasta runda Mistrzostw Świata Formuły 1 w sezonie 2013.

## Lista startowa
Na niebieskim tle kierowcy biorący udział jedynie w piątkowych treningach
| Nr | Kierowca            | Zespół                        | Samochód          | Silnik               | Opony |
| -- | ------------------- | ----------------------------- | ----------------- | -------------------- | ----- |
| 1  | Sebastian Vettel    | Infiniti Red Bull Racing      | Red Bull RB9      | Renault RS27-2013    | P     |
| 2  | Mark Webber         | Infiniti Red Bull Racing      | Red Bull RB9      | Renault RS27-2013    | P     |
| 3  | Fernando Alonso     | Scuderia Ferrari              | Ferrari F138      | Ferrari 056          | P     |
| 4  | Felipe Massa        | Scuderia Ferrari              | Ferrari F138      | Ferrari 056          | P     |
| 5  | Jenson Button       | Vodafone McLaren Mercedes     | McLaren MP4-28    | Mercedes-Benz FO108F | P     |
| 6  | Sergio Pérez        | Vodafone McLaren Mercedes     | McLaren MP4-28    | Mercedes-Benz FO108F | P     |
| 7  | Kimi Räikkönen      | Lotus F1 Team                 | Lotus E21         | Renault RS27-2013    | P     |
| 8  | Romain Grosjean     | Lotus F1 Team                 | Lotus E21         | Renault RS27-2013    | P     |
| 9  | Nico Rosberg        | Mercedes AMG Petronas F1 Team | Mercedes F1 W04   | Mercedes-Benz FO108F | P     |
| 10 | Lewis Hamilton      | Mercedes AMG Petronas F1 Team | Mercedes F1 W04   | Mercedes-Benz FO108F | P     |
| 11 | Nico Hülkenberg     | Sauber F1 Team                | Sauber C32        | Ferrari 056          | P     |
| 12 | Esteban Gutiérrez   | Sauber F1 Team                | Sauber C32        | Ferrari 056          | P     |
| 14 | Paul di Resta       | Sahara Force India F1 Team    | Force India VJM06 | Mercedes-Benz FO108F | P     |
| 15 | Adrian Sutil        | Sahara Force India F1 Team    | Force India VJM06 | Mercedes-Benz FO108F | P     |
| 15 | James Calado        | Sahara Force India F1 Team    | Force India VJM06 | Mercedes-Benz FO108F | P     |
| 16 | Pastor Maldonado    | Williams F1 Team              | Williams FW35     | Renault RS27-2013    | P     |
| 17 | Valtteri Bottas     | Williams F1 Team              | Williams FW35     | Renault RS27-2013    | P     |
| 18 | Jean-Éric Vergne    | Scuderia Toro Rosso           | Toro Rosso STR8   | Ferrari 056          | P     |
| 19 | Daniel Ricciardo    | Scuderia Toro Rosso           | Toro Rosso STR8   | Ferrari 056          | P     |
| 20 | Charles Pic         | Caterham F1 Team              | Caterham CT03     | Renault RS27-2013    | P     |
| 21 | Giedo van der Garde | Caterham F1 Team              | Caterham CT03     | Renault RS27-2013    | P     |
| 21 | Heikki Kovalainen   | Caterham F1 Team              | Caterham CT03     | Renault RS27-2013    | P     |
| 22 | Jules Bianchi       | Marussia F1 Team              | Marussia MR02     | Cosworth CA2013      | P     |
| 23 | Max Chilton         | Marussia F1 Team              | Marussia MR02     | Cosworth CA2013      | P     |
| 23 | Rodolfo González    | Marussia F1 Team              | Marussia MR02     | Cosworth CA2013      | P     |
| Nr | Kierowca            | Zespół                        | Samochód          | Silnik               | Opony |

## Wyniki

### Sesje treningowe
Źródło: Wyprzedź Mnie!
| Sesja | Nr | Kierowca         | Konstruktor      | Czas     | Okr. |
| ----- | -- | ---------------- | ---------------- | -------- | ---- |
| 1     | 8  | Romain Grosjean  | Lotus-Renault    | 1:44,241 | 21   |
| 2     | 1  | Sebastian Vettel | Red Bull-Renault | 1:41,335 | 35   |
| 3     | 1  | Sebastian Vettel | Red Bull-Renault | 1:41,349 | 18   |

### Kwalifikacje
Źródło: Wyprzedź Mnie!
| Poz.              | Nr | Kierowca            | Konstruktor          | Q1       | Q2       | Q3       | Poz. s. |
| ----------------- | -- | ------------------- | -------------------- | -------- | -------- | -------- | ------- |
| 1                 | 2  | Mark Webber         | Red Bull-Renault     | 1:41,568 | 1:40,575 | 1:39,957 | 1       |
| 2                 | 1  | Sebastian Vettel    | Red Bull-Renault     | 1:41,683 | 1:40,781 | 1:40,075 | 2       |
| 3                 | 9  | Nico Rosberg        | Mercedes             | 1:41,420 | 1:40,473 | 1:40,419 | 3       |
| 4                 | 10 | Lewis Hamilton      | Mercedes             | 1:40,693 | 1:40,477 | 1:40,501 | 4       |
| 5                 | 11 | Nico Hülkenberg     | Sauber-Ferrari       | 1:41,631 | 1:40,931 | 1:40,576 | 5       |
| 6                 | 8  | Romain Grosjean     | Lotus-Renault        | 1:41,447 | 1:40,948 | 1:40,997 | 6       |
| 7                 | 4  | Felipe Massa        | Ferrari              | 1:41,254 | 1:40,989 | 1:41,015 | 7       |
| 8                 | 6  | Sergio Pérez        | McLaren-Mercedes     | 1:41,687 | 1:40,812 | 1:41,068 | 8       |
| 9                 | 19 | Daniel Ricciardo    | Toro Rosso-Ferrari   | 1:41,884 | 1:40,852 | 1:41,111 | 9       |
| 10                | 3  | Fernando Alonso     | Ferrari              | 1:41,397 | 1:41,093 | –        | 10      |
| 11                | 14 | Paul di Resta       | Force India-Mercedes | 1:41,676 | 1:41,133 | –        | 11      |
| 12                | 5  | Jenson Button       | McLaren-Mercedes     | 1:41,817 | 1:41,200 | –        | 12      |
| 13                | 18 | Jean-Éric Vergne    | Toro Rosso-Ferrari   | 1:41,692 | 1:41,279 | –        | 13      |
| 14                | 16 | Pastor Maldonado    | Williams-Renault     | 1:41,365 | 1:41,395 | –        | 14      |
| 15                | 17 | Valtteri Bottas     | Williams-Renault     | 1:41,862 | 1:41,447 | –        | 15      |
| 16                | 12 | Esteban Gutiérrez   | Sauber-Ferrari       | 1:41,999 | –        | –        | 16      |
| 17                | 15 | Adrian Sutil        | Force India-Mercedes | 1:42,051 | –        | –        | 17      |
| 18                | 21 | Giedo van der Garde | Caterham-Renault     | 1:43,252 | –        | –        | 18      |
| 19                | 22 | Jules Bianchi       | Marussia-Cosworth    | 1:43,398 | –        | –        | 19      |
| 20                | 20 | Charles Pic         | Caterham-Renault     | 1:43,528 | –        | –        | 20      |
| 21                | 23 | Max Chilton         | Marussia-Cosworth    | 1:44,198 | –        | –        | 21      |
| Zdyskwalifikowani |    |                     |                      |          |          |          |         |
|                   | 7  | Kimi Räikkönen      | Lotus-Renault        | 1:25,819 | 1:25,191 | 1:25,248 | 22      |

### Wyścig
Źródło: Wyprzedź Mnie!
| P                 | + / –     | Nr | Kierowca            | Konstruktor          | Okr. | Czas / Strata | Komentarz |
| ----------------- | --------- | -- | ------------------- | -------------------- | ---- | ------------- | --------- |
| 1                 | 1         | 1  | Sebastian Vettel    | Red Bull-Renault     | 55   | 1h38m06,106   |           |
| 2                 | 1         | 2  | Mark Webber         | Red Bull-Renault     | 55   | +0:30,829     |           |
| 3                 | Bez zmian | 9  | Nico Rosberg        | Mercedes             | 55   | +0:33,650     |           |
| 4                 | 2         | 8  | Romain Grosjean     | Lotus-Renault        | 55   | +0:34,802     |           |
| 5                 | 5         | 3  | Fernando Alonso     | Ferrari              | 55   | +1:07,181     |           |
| 6                 | 5         | 14 | Paul di Resta       | Force India-Mercedes | 55   | +1:18,174     |           |
| 7                 | 3         | 10 | Lewis Hamilton      | Mercedes             | 55   | +1:19,267     |           |
| 8                 | 1         | 4  | Felipe Massa        | Ferrari              | 55   | +1:22,886     |           |
| 9                 | 1         | 6  | Sergio Pérez        | McLaren-Mercedes     | 55   | +1:31,198     |           |
| 10                | 7         | 15 | Adrian Sutil        | Force India-Mercedes | 55   | +1:33,257     |           |
| 11                | 3         | 16 | Pastor Maldonado    | Williams-Renault     | 55   | +1:35,989     |           |
| 12                | Bez zmian | 5  | Jenson Button       | McLaren-Mercedes     | 55   | +1:43,767     |           |
| 13                | 3         | 12 | Esteban Gutiérrez   | Sauber-Ferrari       | 55   | +1 okr.       |           |
| 14                | 9         | 11 | Nico Hülkenberg     | Sauber-Ferrari       | 54   | +1 okr.       | [ a ]     |
| 15                | Bez zmian | 17 | Valtteri Bottas     | Williams-Renault     | 54   | +1 okr.       |           |
| 16                | 7         | 19 | Daniel Ricciardo    | Toro Rosso-Ferrari   | 54   | +1 okr.       |           |
| 17                | 4         | 18 | Jean-Éric Vergne    | Toro Rosso-Ferrari   | 54   | +1 okr.       |           |
| 18                | Bez zmian | 21 | Giedo van der Garde | Caterham-Renault     | 54   | +1 okr.       |           |
| 19                | Bez zmian | 20 | Charles Pic         | Caterham-Renault     | 54   | +1 okr.       |           |
| 20                | 1         | 22 | Jules Bianchi       | Marussia-Cosworth    | 53   | +2 okr.       |           |
| 21                | 1         | 23 | Max Chilton         | Marussia-Cosworth    | 53   | +2 okr.       |           |
| Niesklasyfikowani |           |    |                     |                      |      |               |           |
|                   |           | 7  | Kimi Räikkönen      | Lotus-Renault        | 0    | Kolizja       |           |
| P                 | + / –     | Nr | Kierowca            | Konstruktor          | Okr. | Czas / Strata | Komentarz |

### Najszybsze okrążenie
Źródło: Wyprzedź Mnie!
| Nr | Kierowca        | Konstruktor | Czas     | Okr. |
| -- | --------------- | ----------- | -------- | ---- |
| 3  | Fernando Alonso | Ferrari     | 1:43,434 | 55   |

## Prowadzenie w wyścigu
Źródło: Racing-Reference
| Nr                              | Kierowca         | Okrążenia | Suma |
| ------------------------------- | ---------------- | --------- | ---- |
| 1                               | Sebastian Vettel | 1-55      | 55   |
| 2                               | Mark Webber      | 1         | 0    |
| \| Wykres \| \| ------ \| \| \| |                  |           |      |
| Wykres                          |                  |           |      |
|                                 |                  |           |      |

## Klasyfikacja po wyścigu

### Kierowcy
| P  | +/− | Kierowca            | Starty | Punkty | P1 | P2 | P3 | PP | NO | NS |
| -- | --- | ------------------- | ------ | ------ | -- | -- | -- | -- | -- | -- |
| 1  | 0   | Sebastian Vettel    | 17     | 347    | 11 | 1  | 2  | 7  | 6  | 1  |
| 2  | 0   | Fernando Alonso     | 17     | 217    | 2  | 5  | 1  | –  | 2  | 1  |
| 3  | 0   | Kimi Räikkönen      | 17     | 183    | 1  | 6  | 1  | –  | 2  | 2  |
| 4  | 0   | Lewis Hamilton      | 17     | 175    | 1  | –  | 4  | 5  | 1  | 1  |
| 5  | 0   | Mark Webber         | 17     | 166    | –  | 4  | 2  | 2  | 4  | 3  |
| 6  | 0   | Nico Rosberg        | 17     | 159    | 2  | 1  | 1  | 3  | –  | 2  |
| 7  | 0   | Romain Grosjean     | 17     | 114    | –  | –  | 5  | –  | –  | 3  |
| 8  | 0   | Felipe Massa        | 17     | 106    | –  | –  | 1  | –  | –  | 2  |
| 9  | 0   | Jenson Button       | 17     | 60     | –  | –  | –  | –  | –  | –  |
| 10 | 0   | Paul di Resta       | 17     | 48     | –  | –  | –  | –  | –  | 4  |
| 11 | 0   | Nico Hülkenberg     | 16     | 39     | –  | –  | –  | –  | –  | 1  |
| 12 | 0   | Sergio Pérez        | 17     | 35     | –  | –  | –  | –  | 1  | –  |
| 13 | 0   | Adrian Sutil        | 17     | 29     | –  | –  | –  | –  | –  | 3  |
| 14 | 0   | Daniel Ricciardo    | 17     | 19     | –  | –  | –  | –  | –  | 3  |
| 15 | 0   | Jean-Éric Vergne    | 17     | 13     | –  | –  | –  | –  | –  | 5  |
| 16 | 0   | Esteban Gutiérrez   | 17     | 6      | –  | –  | –  | –  | 1  | 2  |
| 17 | 0   | Pastor Maldonado    | 17     | 1      | –  | –  | –  | –  | –  | 3  |
| 18 | 0   | Valtteri Bottas     | 17     | 0      | –  | –  | –  | –  | –  | 1  |
| 19 | 0   | Jules Bianchi       | 17     | 0      | –  | –  | –  | –  | –  | 3  |
| 20 | 0   | Charles Pic         | 17     | 0      | –  | –  | –  | –  | –  | 3  |
| 21 | 0   | Giedo van der Garde | 17     | 0      | –  | –  | –  | –  | –  | 4  |
| 22 | 0   | Max Chilton         | 17     | 0      | –  | –  | –  | –  | –  | –  |
| P  | +/− | Kierowca            | Starty | Punkty | P1 | P2 | P3 | PP | NO | NS |

### Konstruktorzy
| P  | +/− | Konstruktor          | Starty | Punkty | P1 | P2 | P3 | PP | NO | NS |
| -- | --- | -------------------- | ------ | ------ | -- | -- | -- | -- | -- | -- |
| 1  | 0   | Red Bull-Renault     | 34     | 513    | 11 | 5  | 4  | 9  | 10 | 4  |
| 2  | 0   | Mercedes             | 34     | 334    | 3  | 1  | 5  | 8  | 1  | 2  |
| 3  | 0   | Ferrari              | 34     | 323    | 2  | 5  | 2  | –  | 2  | 3  |
| 4  | 0   | Lotus-Renault        | 34     | 297    | 1  | 6  | 6  | –  | 2  | 5  |
| 5  | 0   | McLaren-Mercedes     | 34     | 95     | –  | –  | –  | –  | 1  | –  |
| 6  | 0   | Force India-Mercedes | 34     | 77     | –  | –  | –  | –  | –  | 7  |
| 7  | 0   | Sauber-Ferrari       | 33     | 45     | –  | –  | –  | –  | 1  | 3  |
| 8  | 0   | Toro Rosso-Ferrari   | 34     | 32     | –  | –  | –  | –  | –  | 8  |
| 9  | 0   | Williams-Renault     | 34     | 1      | –  | –  | –  | –  | –  | 4  |
| 10 | 0   | Marussia-Cosworth    | 34     | 0      | –  | –  | –  | –  | –  | 3  |
| 11 | 0   | Caterham-Renault     | 34     | 0      | –  | –  | –  | –  | –  | 7  |
| P  | +/− | Konstruktor          | Starty | Punkty | P1 | P2 | P3 | PP | NO | NS |